# Liste der Baudenkmale in Lüggau
In der Liste der Baudenkmale in Lüggau sind die Baudenkmale des niedersächsischen Ortes Lüggau aufgelistet. Dies ist ein Teil der Liste der Baudenkmale in Dannenberg (Elbe). Der Stand der Liste ist der 30. Oktober 2021.
Die Quelle der IDs und der Beschreibungen ist der Denkmalatlas Niedersachsen.

## Allgemein
In den Spalten befinden sich folgende Informationen:
- Lage: die Adresse des Baudenkmales und die geographischen Koordinaten. Kartenansicht, um Koordinaten zu setzen. In der Kartenansicht sind Baudenkmale ohne Koordinaten mit einem roten Marker dargestellt und können in der Karte gesetzt werden. Baudenkmale ohne Bild sind mit einem blauen Marker gekennzeichnet, Baudenkmale mit Bild mit einem grünen Marker.
- Bezeichnung: Bezeichnung des Baudenkmales
- Beschreibung: die Beschreibung des Baudenkmales. Unter § 3 Abs. 2 NDSchG werden Einzeldenkmale und unter § 3 Abs. 3 NDSchG Gruppen baulicher Anlagen und deren Bestandteile ausgewiesen.
- ID: die Objekt-ID des Baudenkmales
- Bild: ein Bild des Baudenkmales, ggf. zusätzlich mit einem Link zu weiteren Fotos des Baudenkmals im Medienarchiv Wikimedia Commons. Wenn man auf das Kamerasymbol klickt, können Fotos zu Baudenkmalen aus dieser Liste hochgeladen werden:

## Baudenkmale

### Einzeldenkmale
| Lage                                       | Bezeichnung               | Beschreibung | ID       | Bild |
| ------------------------------------------ | ------------------------- | --- | -------- | ---- |
| Lüggau Nr. 3 53° 5′ 53″ N, 11° 4′ 31″ O    | Wohn-/ Wirtschaftsgebäude | Querdielenhaus aus Fachwerk mit Gefachausfüllungen in Backstein; unter Halbwalmdach in Krempziegeldeckung. Errichtet Ende des 19. Jahrhunderts. | 30837722 |      |
| Lüggau Nr. 11 53° 5′ 51″ N, 11° 4′ 31″ O   | Wohn-/ Wirtschaftsgebäude | Vierständerhaus in Fachwerk und unter Halbwalmdach in Hohlpfannendeckung; Gefachausfüllungen in Backstein. Errichtet 1849 (i).                  | 30837686 |      |
| Lüggau Nr. 11 b 53° 5′ 52″ N, 11° 4′ 29″ O | Wohn-/ Wirtschaftsgebäude | Vierständerhaus in Fachwerk unter Halbwalmdach in Hohlpfannendeckung; Backsteingefachausfüllungen. Errichtet 1868 (i).                          | 30837665 |      |

### Ehemalige Baudenkmale
| Lage                               | Bezeichnung                  | Beschreibung | ID | Bild |
| ---------------------------------- | ---------------------------- | ------------ | -- | ---- |
| Nr. 3 53° 5′ 53″ N, 11° 4′ 30″ O   | Hofanlage mit Baumbestand    |              |    |      |
| Nr. 4 53° 5′ 54″ N, 11° 4′ 32″ O   | Wohn- und Wirtschaftsgebäude |              |    |      |
| Nr. 11b 53° 5′ 51″ N, 11° 4′ 28″ O | Hofanlage                    |              |    |      |